# Gaspar Ens
Gaspar Ens, probabilmente coincidente con Caspar Casparius (1570 – 1650 o 1652, 1612), è stato un matematico tedesco. Visse non solo a Lorich e nei Paesi Bassi, ma anche in Italia, Spagna e Francia.

## Opere
- (LA) Thaumaturgi physici prodromus, Colonia, Konstantin Münich, 1649.
- (LA) Thaumaturgus mathematicus, Venezia, Apollonio Zamboni, 1706.